# NGC 2349
NGC 2349 ist ein offener Sternhaufen im Sternbild Monoceros. 
Entdeckt wurde das Objekt am 4. März 1783 von Caroline Herschel.